# نهر تشيانتانغ
نهر تشيانتانج (بالصينية:钱塘江) هو نهر في شرق الصين .وشريان تجاري مهم ، يمتد طوله لـ 459 كيلومتر (285 ميل) خلال مقاطعة جيجيانغ ، ويمر عبر هانغتشو عاصمة المقاطعة قبل أن يتدفق إلى بحر الصين الشرقي عبر خليج هانغتشو .